# Barbara Haccius
Barbara Haccius (* 6. Dezember 1914 in Straßburg, Frankreich; † 29. Dezember 1983 in Mainz, Deutschland) war eine deutsche Biologin. Sie  forschte auf dem Gebiet der Embryonalentwicklung bei Pflanzen.

## Leben und Werk
Haccius begann nach ihrem Abitur an der Lessingschule in Karlsruhe 1933 ihr Studium der Botanik, Zoologie, Chemie, Geologie und Philosophie in München, Freiburg und Halle. Sie promovierte 1939 bei Wilhelm Troll an der Universität Halle-Wittenberg in Botanik mit der Dissertation Untersuchungen über die Bedeutung der Distichie für das Verständnis der zerstreuten Blattstellung bei den Dikotylen. An der Universität Halle-Wittenberg legte sie im selben Monat das Erste Staatsexamen ab und das Zweite Staatsexamen dann in Berlin. Sie unterrichtete einige Jahre ab 1941 als Studienassessorin, ab 1946 als Studienrätin und Fachleiterin für Biologie am Studienseminar Halle (Saale) und ab 1949 als Universitätsdozentin an der pädagogischen Fakultät in Halle.
Sie wechselte 1950 an die Universität Mainz als wissenschaftliche Mitarbeiterin am Botanischen Institut. Sie habilitierte sich dort im selben Jahr mit der Arbeit Weitere Untersuchungen zum Verständnis der zerstreuten Blattstellungen bei den Dikotylen. Sie erhielt als eine der wenigen Frauen, denen in dieser Zeit der Einstieg in eine wissenschaftliche Laufbahn gelang, eine Lehrerlaubnis für das Fach Botanik. Sie forschte mit einem Forschungsstipendium der Deutschen Forschungsgemeinschaft und wurde 1954 am Botanischen Institut Wissenschaftliche Assistentin. Danach erfolgte 1956 ihre Ernennung zur außerplanmäßigen Professorin, 1965 zur Wissenschaftlichen Rätin und 1971 wurde sie zur Universitätsprofessorin ernannt.
Sie widmete sich bis zu ihrer Emeritierung 1977 ihrem wissenschaftlichen Spezialgebiet, der Erforschung von Bau und Funktionsweise pflanzlicher Embryonen. Im Gebiet der Mikrobiologie und Mykologie nahm sie ebenfalls Forschungs- und Lehraufgaben wahr. Sie veröffentlichte zur Entwicklungsgeschichte und zu Entwicklungsbedingungen von Pflanzen über 70 wissenschaftliche Arbeiten, die Bestandteil vieler Lehrbücher geworden sind.

## Veröffentlichungen (Auswahl)
- Untersuchungen über die Bedeutung der Distichie für das Verständnis der zerstreuten Blattstellung bei den Dikotylen. Dissertation, Leipzig, Akad. Verlagsgesellschaft, 1939.
- Weitere Untersuchungen zum Verständnis der zerstreuten Blattstellungen bei den Dikotylen. (= Sitzungsberichte der Heidelberger Akademie der Wissenschaften Jahrgang 1958, Nr. 6). Springer, Berlin/Heidelberg 1958.
- Histogenetische Untersuchungen an Wurzelhaube und Kotyledonarscheide geophiler Keimpflanzen (Podophyllum und Eranthis). In: Planta 41(5), 1953, S. 439.
- Über die Beeinflussung der Morphogenese pflanzlicher Embryonen durch Lithium-Ionen. In: Berichte der Deutschen Botanischen Gesellschaft 69, 1956, S. 87–93.
- mit G. Hausner: Ein transplantierbarer embryogener Callus aus Nucellusgewebe von Cynanchum vincetoxicum und die Rolle globulärer Vorstadien in der Entwicklungsgeschichte nicht-zygotischer Embryonen. In: Protoplasma, 90, 1976, S. 265–282.
- Zur derzeitigen Situation der Angiospermen-Embryologie. In: Botanisches Jahrbuch 91, 1971, S. 309–329.